# Aeroporto de Atibaia
O Aeroporto de Atibaia localiza-se no município de Atibaia, no estado de São Paulo.